# Stefan Schmidt
Stefan Schmidt (Schwandorf, 12 maggio 1989) è un ex cestista tedesco.